# Philologicum (Universitätsbibliothek LMU München)
Das Philologicum  ist die Fachbibliothek der Sprach- und Literaturwissenschaften der Ludwig-Maximilians-Universität München. Sie ist Teil der Universitätsbibliothek der LMU München und wurde am 30. September 2019 nach vierjähriger Bauzeit eröffnet. Die Bibliothek befindet sich in der Ludwigstraße 25. Ihr Bestand umfasst etwa 430.000 Medien in über 80 Sprachen (Stand 2019). 
Folgende Bestände sind in die Fachbibliothek integriert:
- Fachbibliothek Germanistik und Komparatistik
- Bibliothek Englische Philologie
- Bibliothek des Amerika-Instituts
- Bibliothek Romanische und Italienische Philologie
- Bibliothek Klassische Philologie / Vergleichende und Indogermanische Sprachwissenschaften / Albanologie
- Bibliothek Lateinische Philologie des Mittelalters
- Bibliothek Slavische Philologie
- Bibliothek Finnougristik / Uralistik
- Bibliothek Nordische Philologie
- Philologischer Bestand der Zentralen Lehrbuchsammlung[2]

## Geschichte des Gebäudes
Unter dem bayerischen König Ludwig I. von Friedrich von Gärtner 1833 bis 1835 erbaut, diente das Gebäude zunächst als Blindenanstalt. Seit den 1970er Jahren beherbergte es bis zum Umbau zur Fachbibliothek Philologicum die Institute für Romanische und Italienische Philologie samt der zugehörigen Bibliothek sowie die Theaterwissenschaft mit Bibliothek und Studiobühne. Das Gebäude ist Teil eines der bedeutendsten Straßenzüge Münchens und in die Liste der Einzeldenkmäler eingetragen. 2014 gewann das Bregenzer Architekturbüro Fink Thurner mit Cukrowicz Nachbaur den internationalen Architektenwettbewerb unter mehr als 40 Teilnehmern. Der Siegerentwurf setzte in das entkernte historische Gebäude, dessen denkmalgeschützten Fassaden renoviert wurden, einen neuen Bibliothekskern ein. Zahlreiche Zitate aus den Klassikern der Weltliteratur, wie etwa Homers Odyssee, zieren Wände und Türen im Innenraum des Gebäudes.

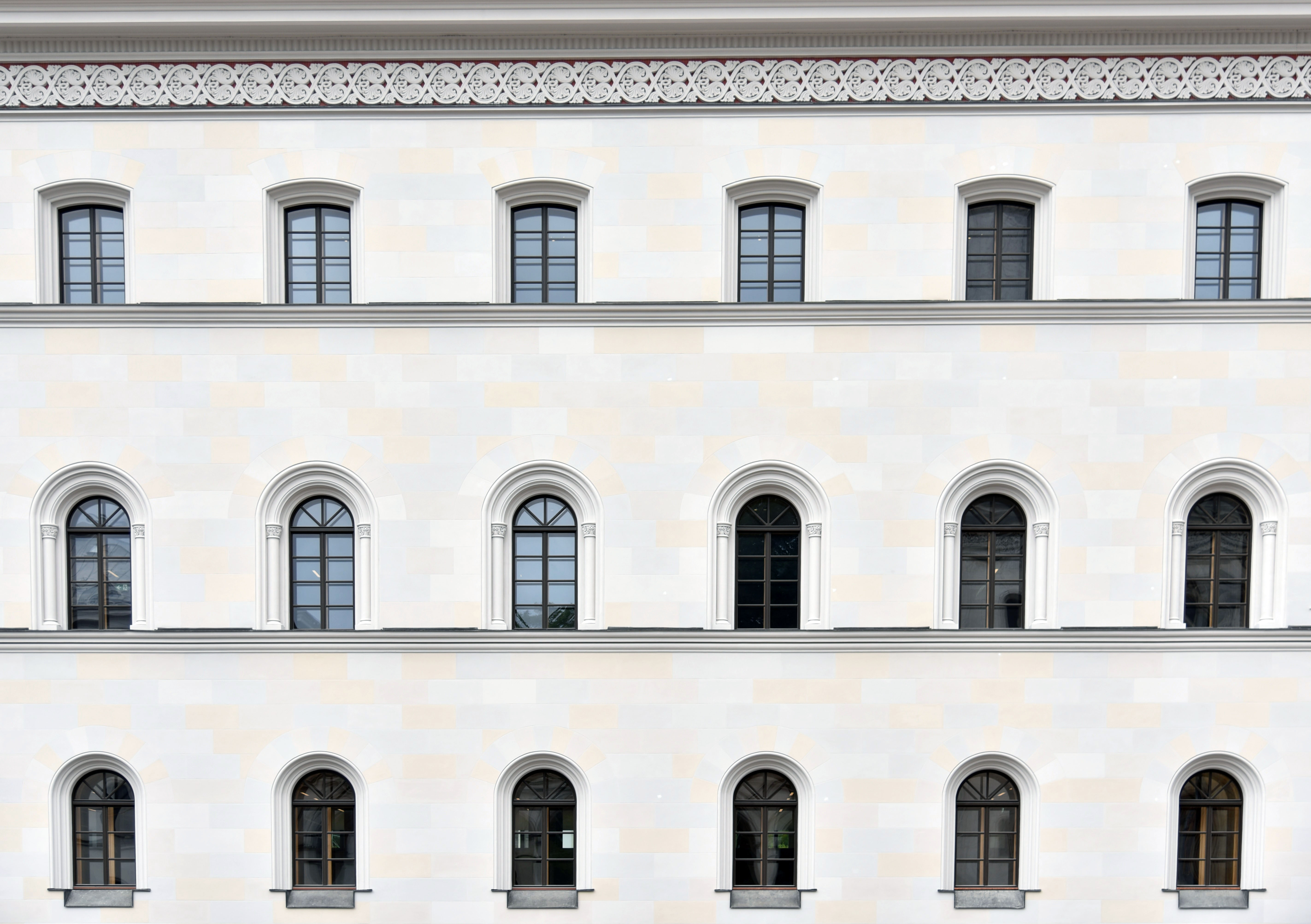
Historische Fassade zur Ludwigstraße (Ostseite)
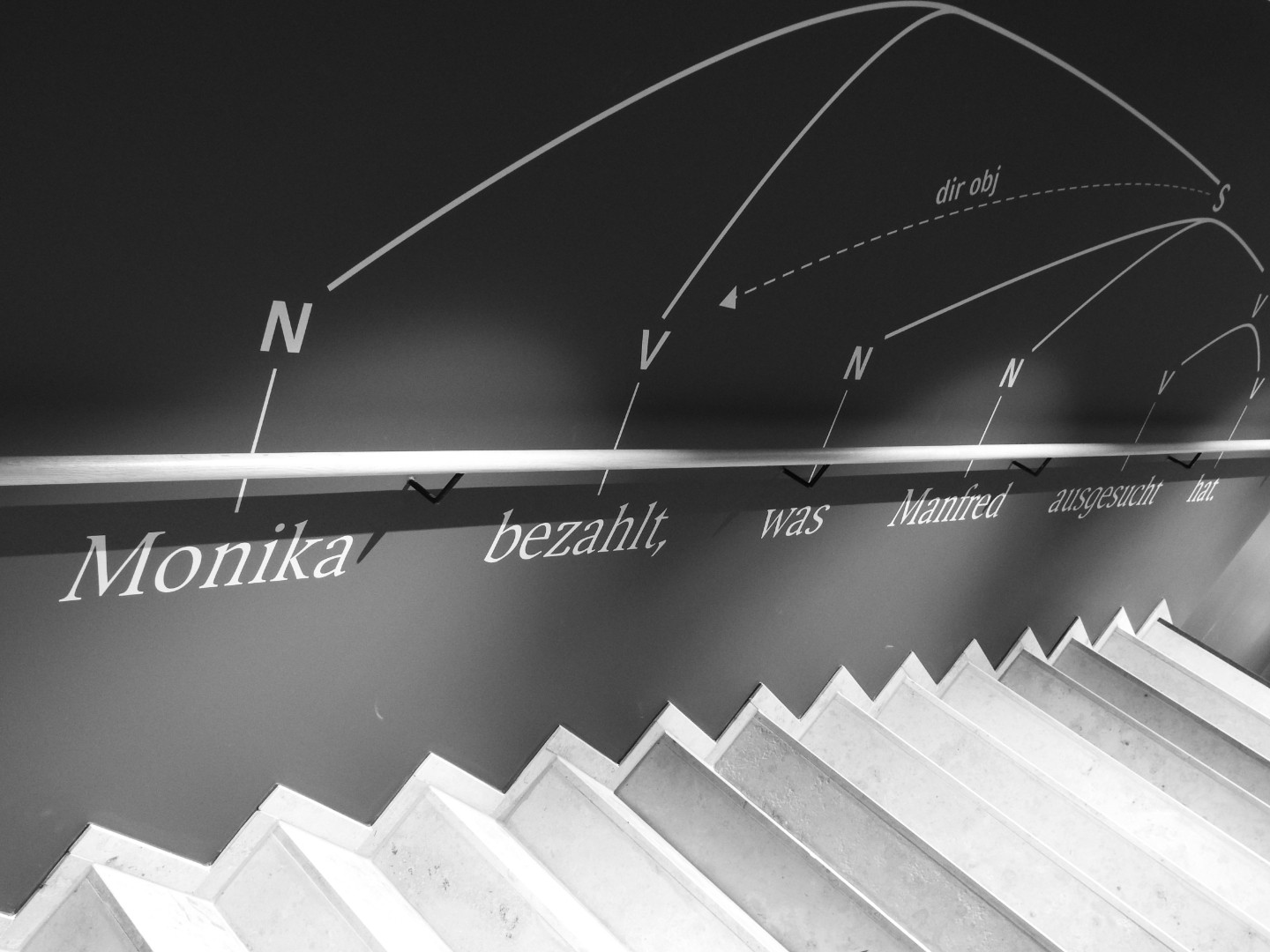
Kunst am Bau: graphische Gestaltung im Treppenhaus, hier durch Syntaxbäume
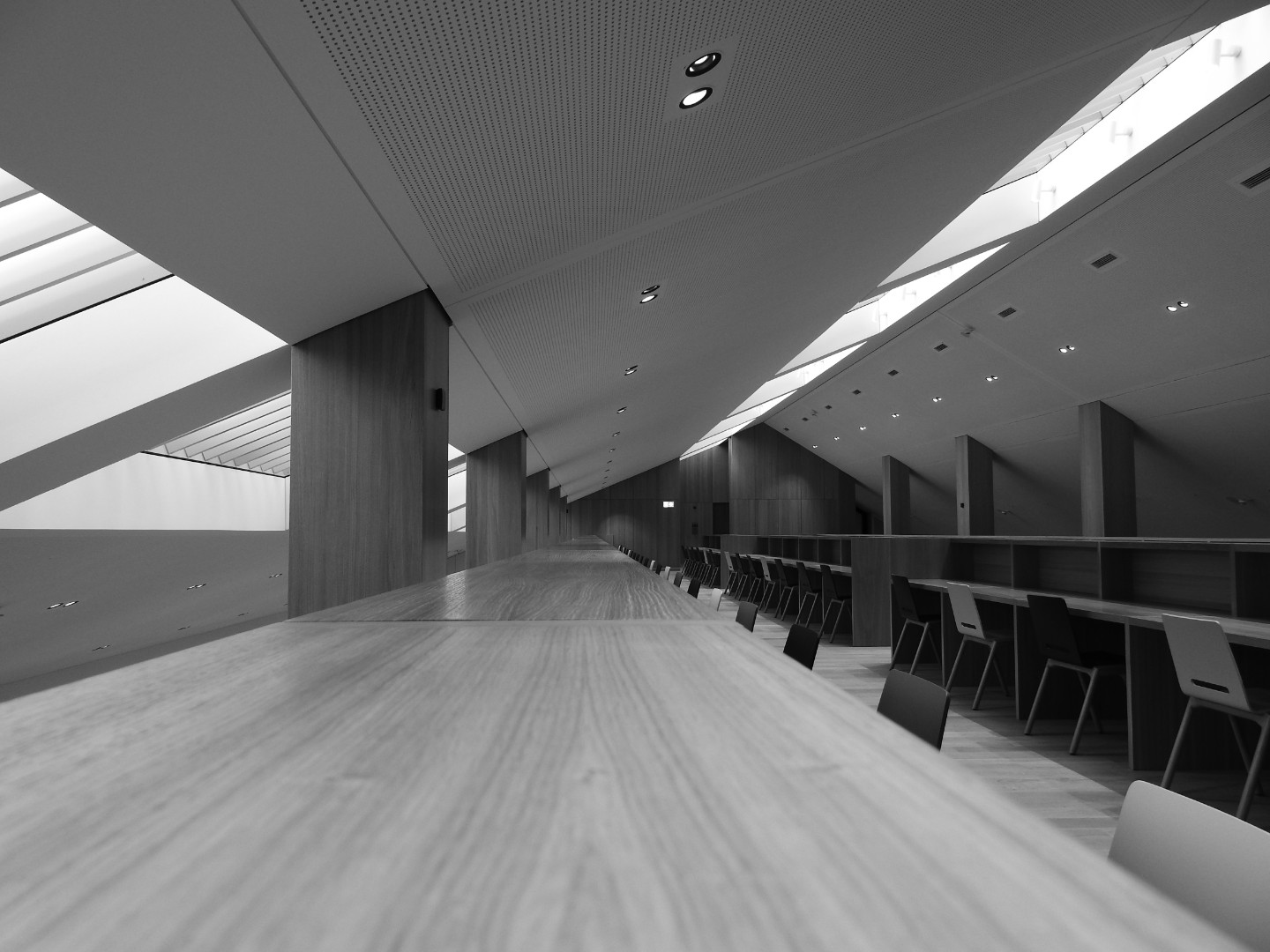
Lesesaal mit optimalen Tageslichteinfall durch die Dachflächenfenster
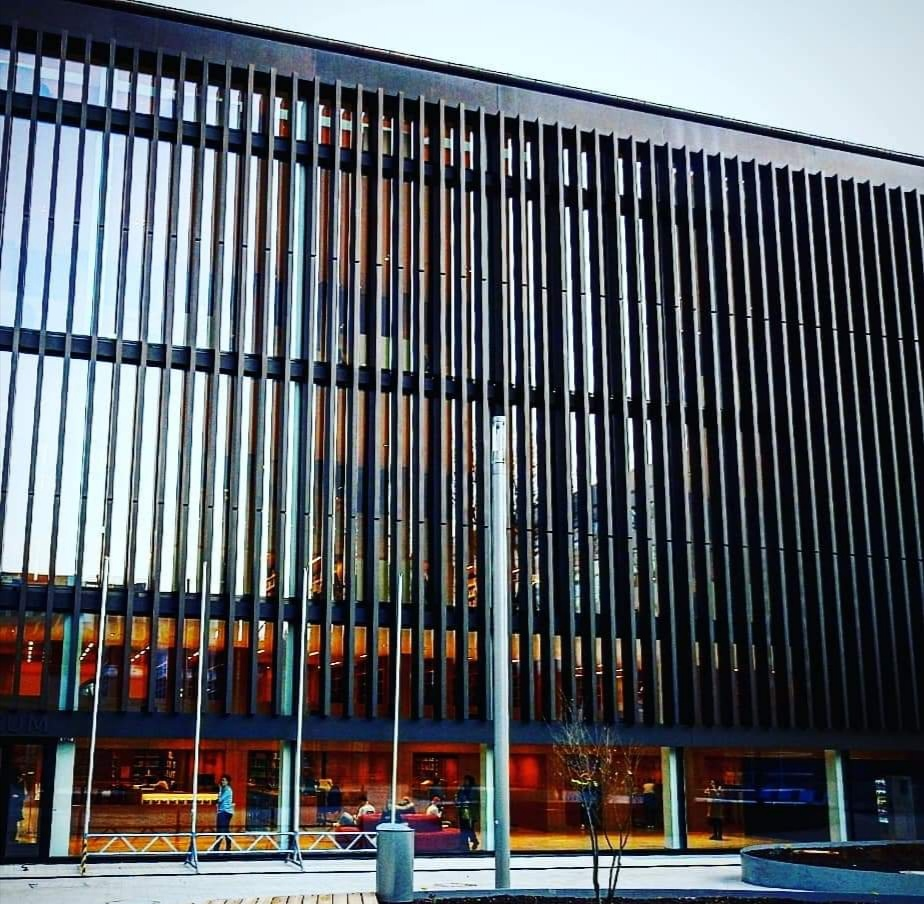
Haus im Haus: Westfassade des neu eingesetzten „Bibliothekskerns“

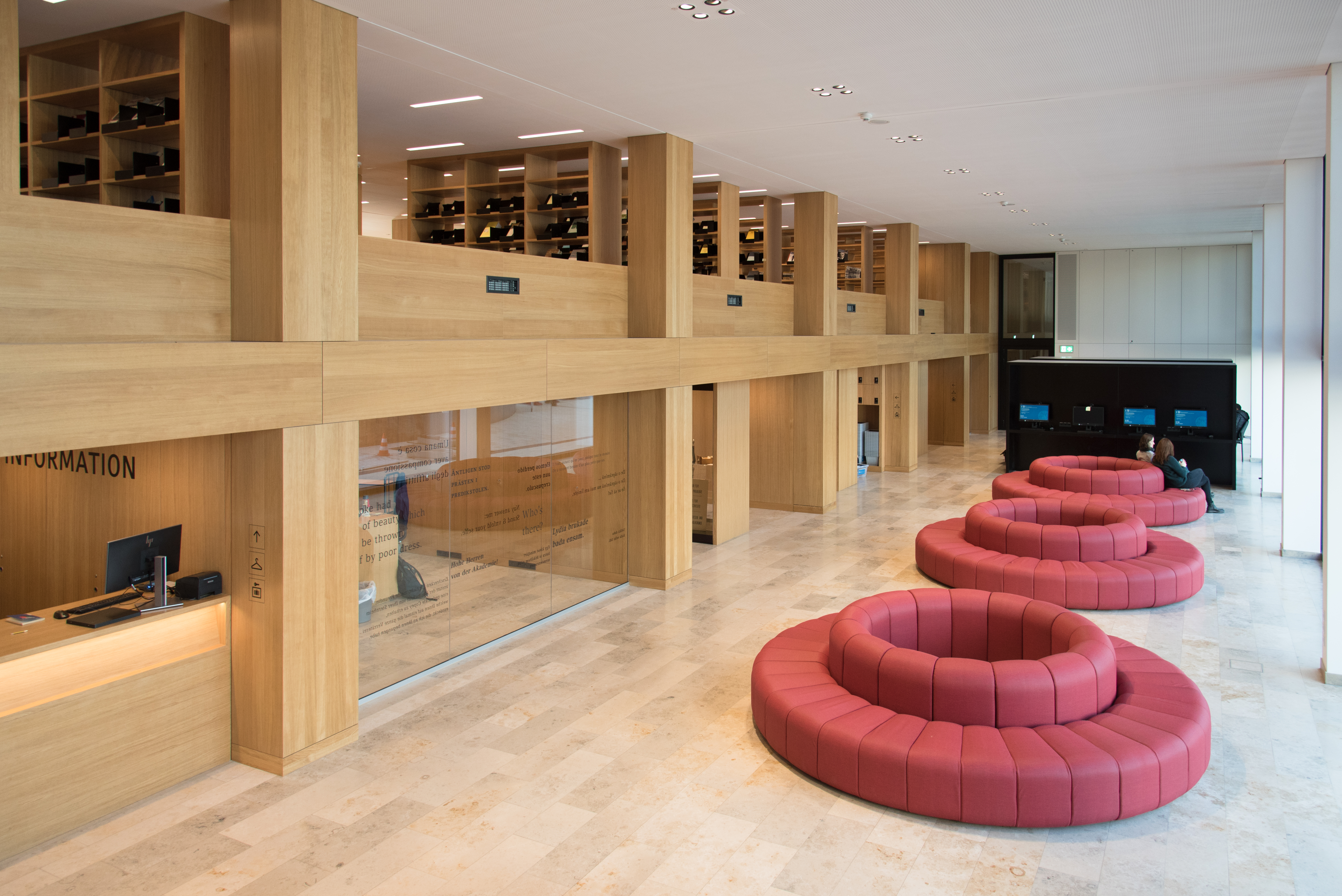
Eingangsbereich
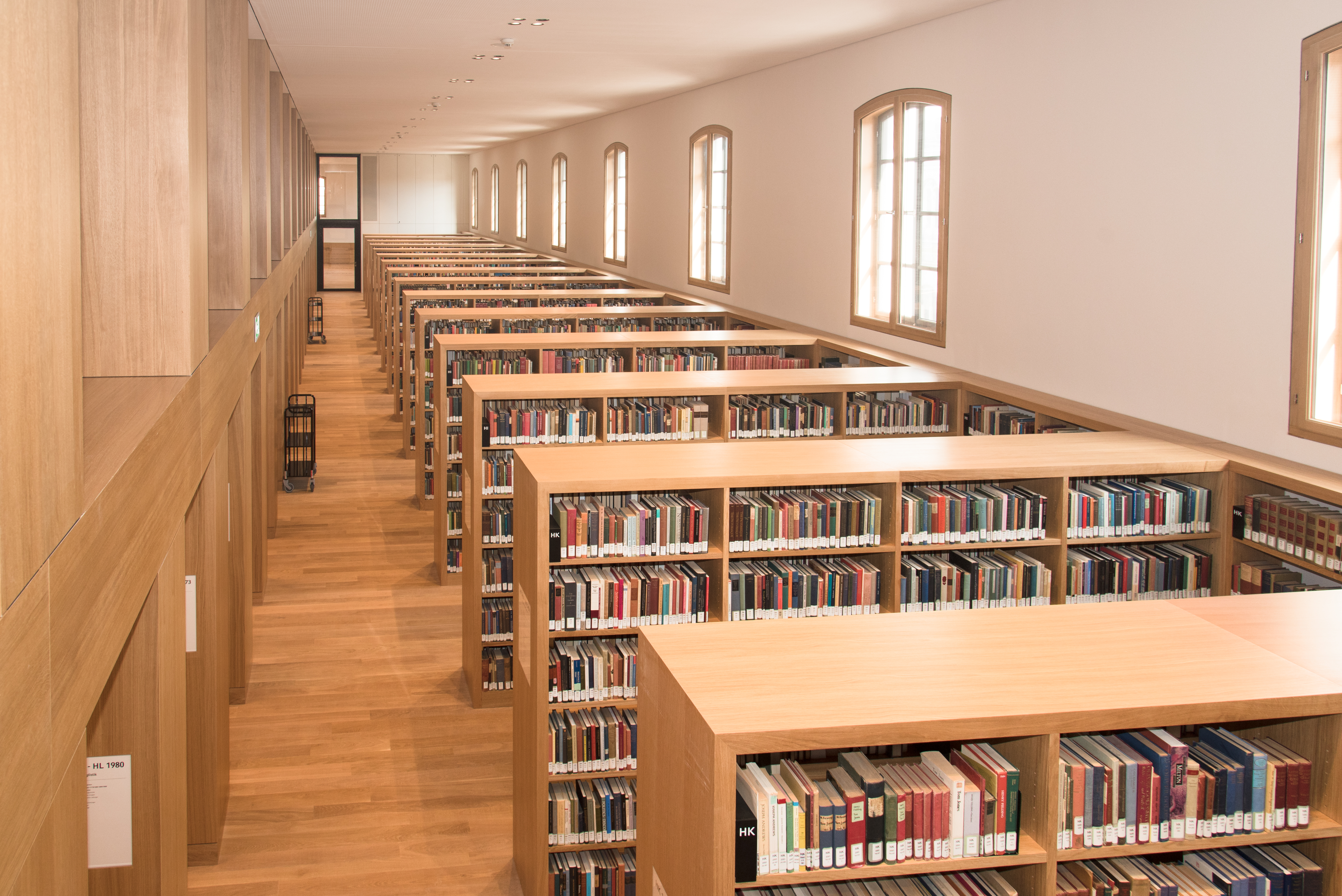
Bücherregale
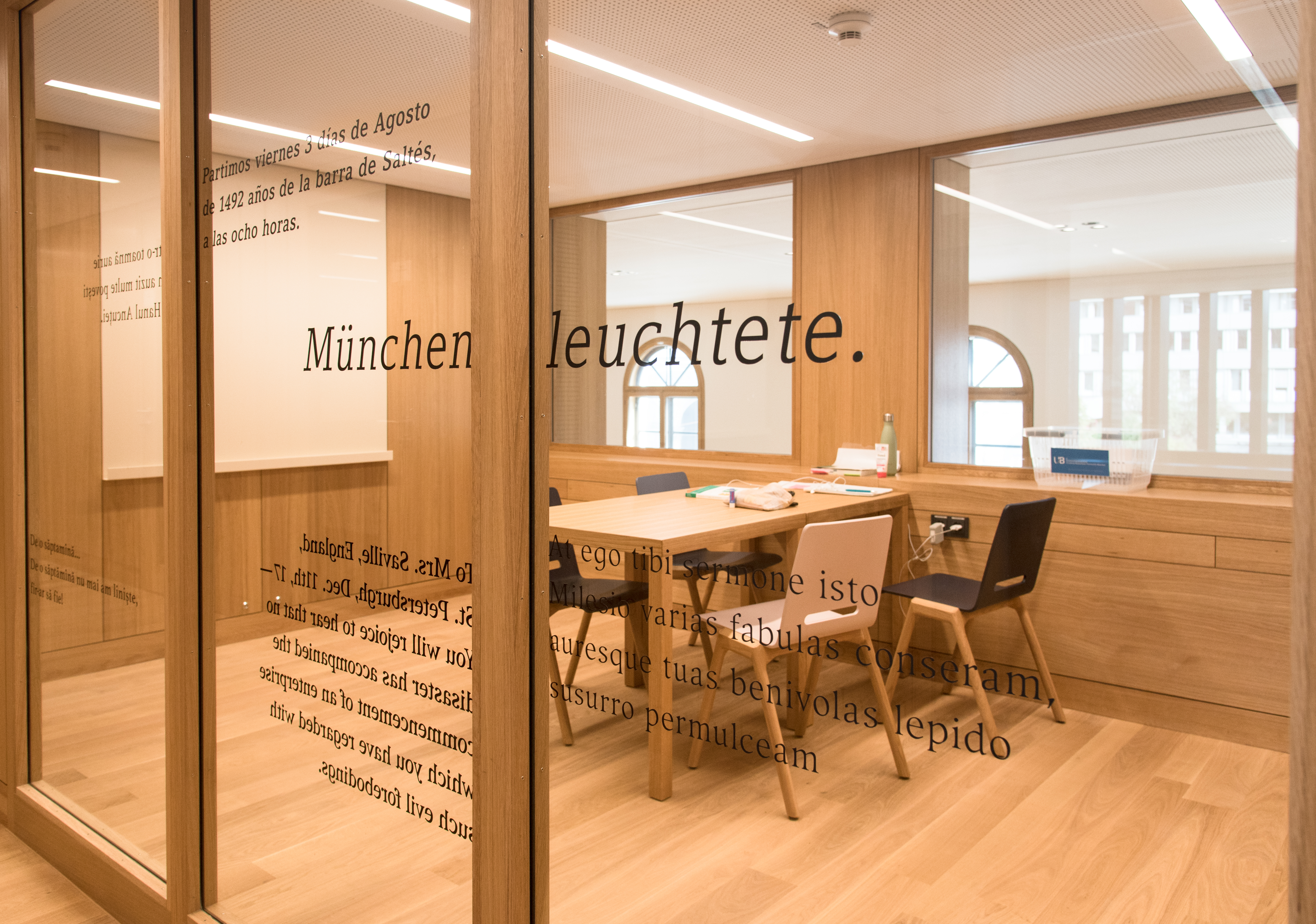
Gruppenarbeitsraum
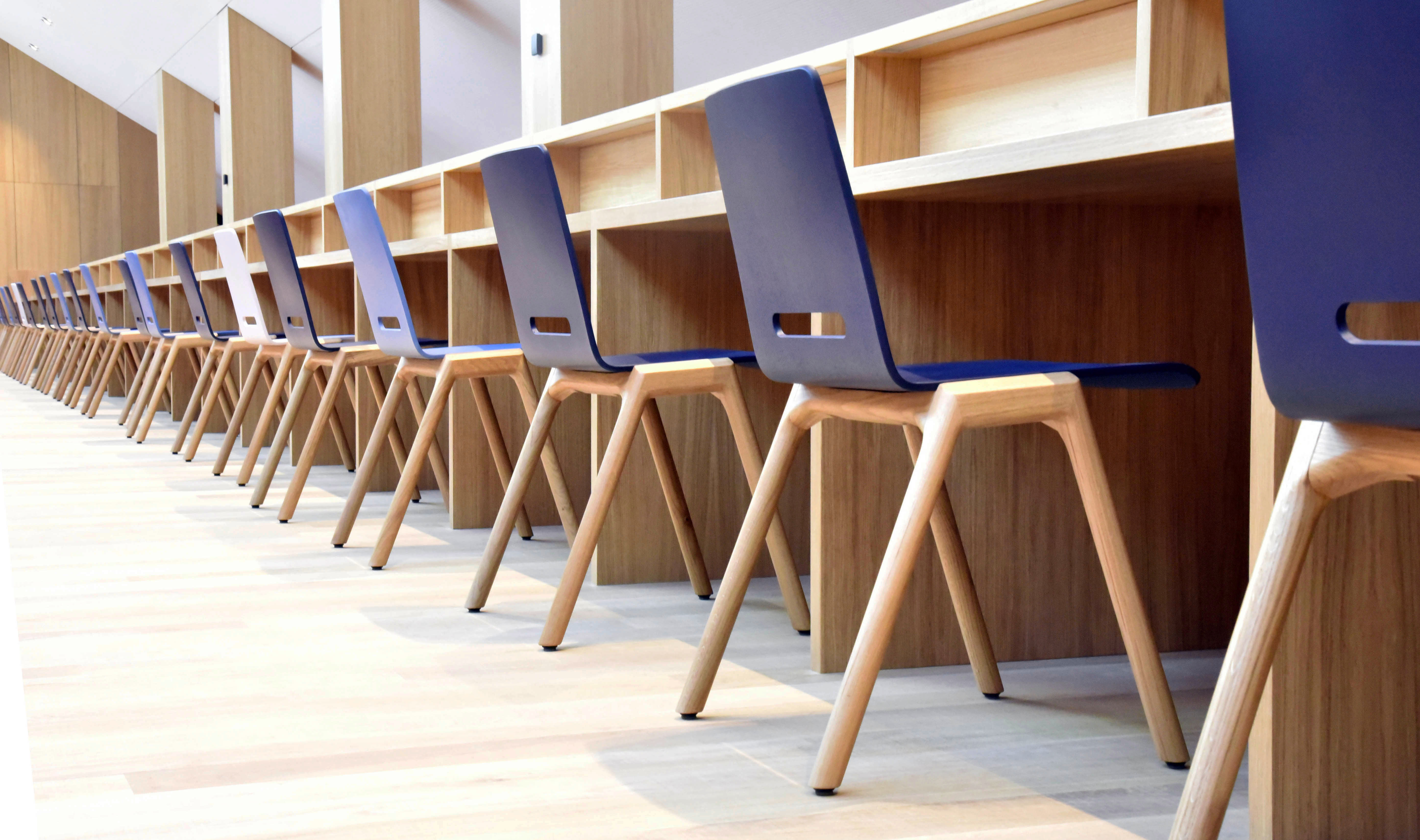
Lese- und Arbeitsplätze